# Curtiss Robin
Dimensions
Le Curtiss Robin est un avion de tourisme monoplan développé dans les années 1920. Un avion est vendu à l'USAAC et reçoit la désignation XC-10. Au total, 769 appareils sont construits.